# ادن سیلوا
ادن ژیزل سیلوا (زاده ۱۴ مارس ۱۹۹۶) یک تنیسور بریتانیایی و مدل اهل روسیه و سریلانکا است. او رتبه 298 رنکینگ حرفه ای WTA در انفرادی را دارد که در 3 آوریل 2023 به دست آورد و 126 در دونفره که در 3 فوریه 2020 به دست آمد.
سیلوا اهل گانت هیل در شرق لندن است. او پس از شناسایی توسط یک آژانس از طریق اینستاگرام، کار مدلینگ نیز انجام داده‌است.